# Katherine Neville
Katherine Neville (* um 1397; † nach 1483) war eine englische Adlige und durch Ehe Duchess of Norfolk und Baroness Beaumont.

## Leben
Sie war die Tochter von Ralph Neville, 1. Earl of Westmorland und von dessen Ehefrau Joan Beaufort. Sie war die ältere Schwester von Cecily Neville, Ehefrau von Richard Plantagenet, 3. Duke of York, und von Anne Neville, Ehefrau von Humphrey Stafford, 1. Duke of Buckingham.
Katharina war viermal verheiratet:
- Am 12. Januar 1411/12 mit John Mowbray (* 1392; † 19. Oktober 1432), Earl of Norfolk and Nottingham, ab 1425 auch 2. Duke of Norfolk
- Nach 1432 mit Sir Thomas Strangeways
- Am 27. Januar 1442 mit John Beaumont (* 16. August 1410; † 10. Juli 1460), 1. Viscount von Beaumont
- Um 1465 mit John Woodville (* um 1445; † 12. August 1469), Bruder von Elizabeth Woodville, der Frau von König Eduards IV.

Sie hatte zwei Kinder:
- John Mowbray, 3. Duke of Norfolk (* 1415; † 6. November 1461) aus der Ehe mit John Mowbray
- Johanna Strangways († 1484/85) aus der Ehe mit Sir Thomas Strangways

Katherines Ehen verschafften der Familie Neville steigendes Ansehen und ihr persönlich Geld und Einfluss. Sie war politisch und auch finanziell so wertvoll, dass um 1465 Königin Elizabeth Woodville eine Ehe ihres gerade 20-jährigen Bruders John mit der dreimaligen, bereits knapp 70-jährigen Witwe arrangierte, um so den Einfluss der Woodvilles im Königreich auszubauen und zu stabilisieren.
Ihr genaues Todesdatum ist nicht überliefert. Sie wird letztmals zur Krönung ihres Neffen Richard III. und ihrer Großnichte Anne Neville lebend erwähnt. Sie hat alle ihre Nachkommen der Familie Mowbray, ihre Urenkelin Anne Mowbray, 8. Countess of Norfolk, eingeschlossen, überlebt.